# Маріз Бастьє
Маріз Бастьє (Марі-Луїза Бомбек) (28 лютого 1898 року, Лімож — 6 липня 1952 року, Брон) — французька авіаторка, яка встановила численні рекорди у своєму призовому списку.

### Біографія
Маріз Бастьє народилась 28 лютого 1898 року. У 11 років Марі-Луїза Бомбек залишилась сиротою. У підлітковому віці вона працювала на взуттєвій фабриці зшивачем шкіри. Вона вперше вийшла заміж і народила сина, який помер у дитинстві. Розлучившись, вона одружується з пілотом- лейтенантом Луї Бастьэ; дякуючи йому у неї появилась пристрасть до авіації .
29 вересня 1925 року вона отримала ліцензію пілота на станції Бордо-Тейнак, яка згодом стала аеропортом Бордо-Мериньяк. Через тиждень Бестьє пролетіла на своєму літаку під тросами транспортного мосту Бордо.13.novembre.1925 13 листопада 1925 року Маріз летить з Бордо в Париж, розділивши свій маршрут на шість етапів. Це була її перша повітряна подорож . Наступного року її чоловік Луї Бастьє загинув в авіакатастрофі. Меріз Бастьє стала інструктором пілотування: це тривало шість місяців і закінчилось закриттям льотної школи.

### Пілотна кар'єра
Літаючи до Парижа, Маріз Бастьє проводить перші рейси та робить рекламу. Вона вирішила придбати власний літак, двигун Caudron. Оскільки у неї немає грошей для польотів, пілот Моріс Другін допоміг їй профінансувати польоти. 13 липня 1928 року він запропонував їй посаду першого пілота. Потім вона встановила з ним перший рекорд польоту на відтань для жінок — 1058 км.
У 1929 році вона встановила новий французький рекорд часу польоту. Вона боролась до виснаження з холодом і недосипанням. Потім Маріз Бастьє встановила рекорд відстані 2976 км на маршруті Париж — Уренгой (СРСР) . За цей подвиг вона отримала лицарський хрест Почесного легіону та американський трофей «Гармон», яким вперше нагородили француженку.

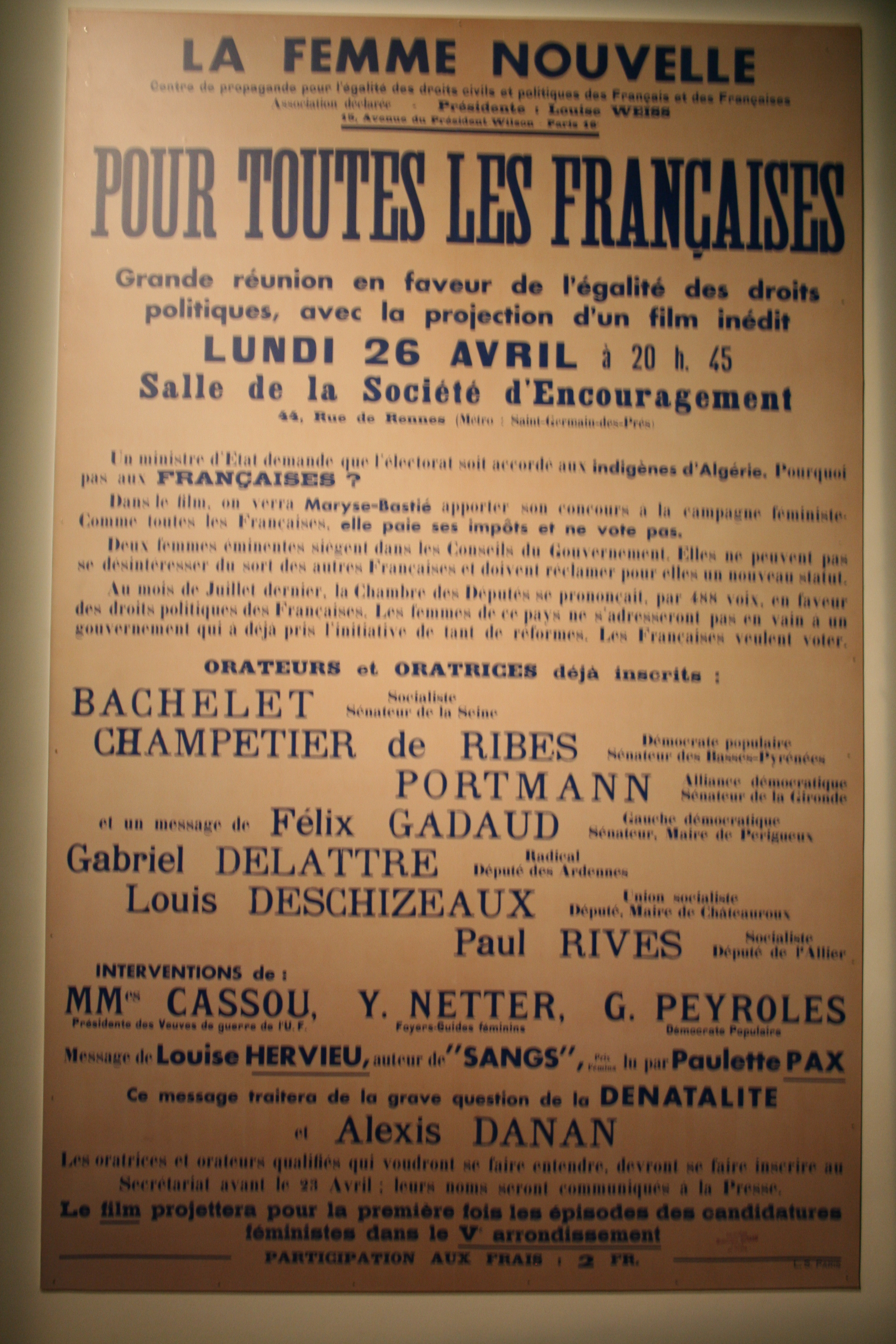
Плакат, на якому Меріз Бастьє допомагає феміністичній кампанії.

У 1935 році вона організувала в Орлі льотну школу. Маріз вирішує проблему перетину Південної Атлантики. Пройшов місяць після зникнення Мермоза, 30 грудня 1936 року Бастьє перетинає Атлантику від Дакара до Наталу, одна на борту « Кадрон Сімун» з двигуном потужністю 220 кінських сил, вигравши світовий рекорд швидкості для перетину Південної Атлантики: дванадцять годин п'ять хвилин.
У 1937 році художник Луїджі Корбелліні зустрів її в Лімозі та намалював аквареллю. Того ж року вона виграла Гран-прі прес-спорт.
У 1934 році вона погоджується з Елен Буше і Adrienne Bolland в боротьбі за голоси французів, підтримуючи Луїзі Вайс, який представив законодавчі вибори 1936 року в 5 округ Парижа.

### Під час Другої світової війни
5 травня 1939 року інтерв'ю з Маріз Бастьє проводив Жак Поліак. Вона розповідає про створення на випадок війни «жіночої фаланги» у складі Повітряних Сил, лише щоб пошкодувати, що ця ідея не вивчалася Міністерством Повітряних Сил. Наступного дня 6 травня У відповідь Клеман Вотель надіслав брошуру,, в якій сказав, що жінкам слід робити щось краще, ніж іти на війну.
Доброволець французьких ВПС, Маріз Бастьє у вересні 1939 року була залучена з трьома іншими пілотами, Мерізе Хільш, Клер Роман та Полетт Брей-Буке для переправки літаків на фронт. Згодом, указом від 27 травня 1940 року, який санкціонував створення жіночого корпусу допоміжних пілотів, вона продовжила супровід, стала льотчицею із званням другого лейтенанта в травні 1940 року.
Бастьє була поранена в червні 1940 року під час транспортування, демобілізувалась в липні 1940 році. Під час наступу Німеччини вона пропонувала свої послуги Червоному Хресту, зокрема, французьким полоненим, зібраним у таборі Дрансі. Коли поїзд вирушав до Німеччини, її штовхнув німецький вартовий і зламав правий лікоть. Вона отримала інвалідність і більше не могла літати. Під виглядом діяльності в Червоному Хресті вона збирала інформацію про мешканців.
Маріз Бастьє отримала звання лейтенанта ФФЛ, звання, підтверджене в 1945 році після закінчення Другої світової війни Була нагороджена орденом Почесного легіону .
Маріз Бастьє є однією з перших новобранців першого корпусу військових льотчиць-жінок.

### Після війни
На відміну від своїх товаришів по команді, Маріз Бастьє продовжувала практикувати у ВПС.
У 1951 році вона вступила до відділу зв'язків з громадськістю Центру льотних випробувань. 6 липня 1952 року під час авіашоу в аеропорту Ліон-Брон, вона загинула в аварії, будучи пасажиркою.

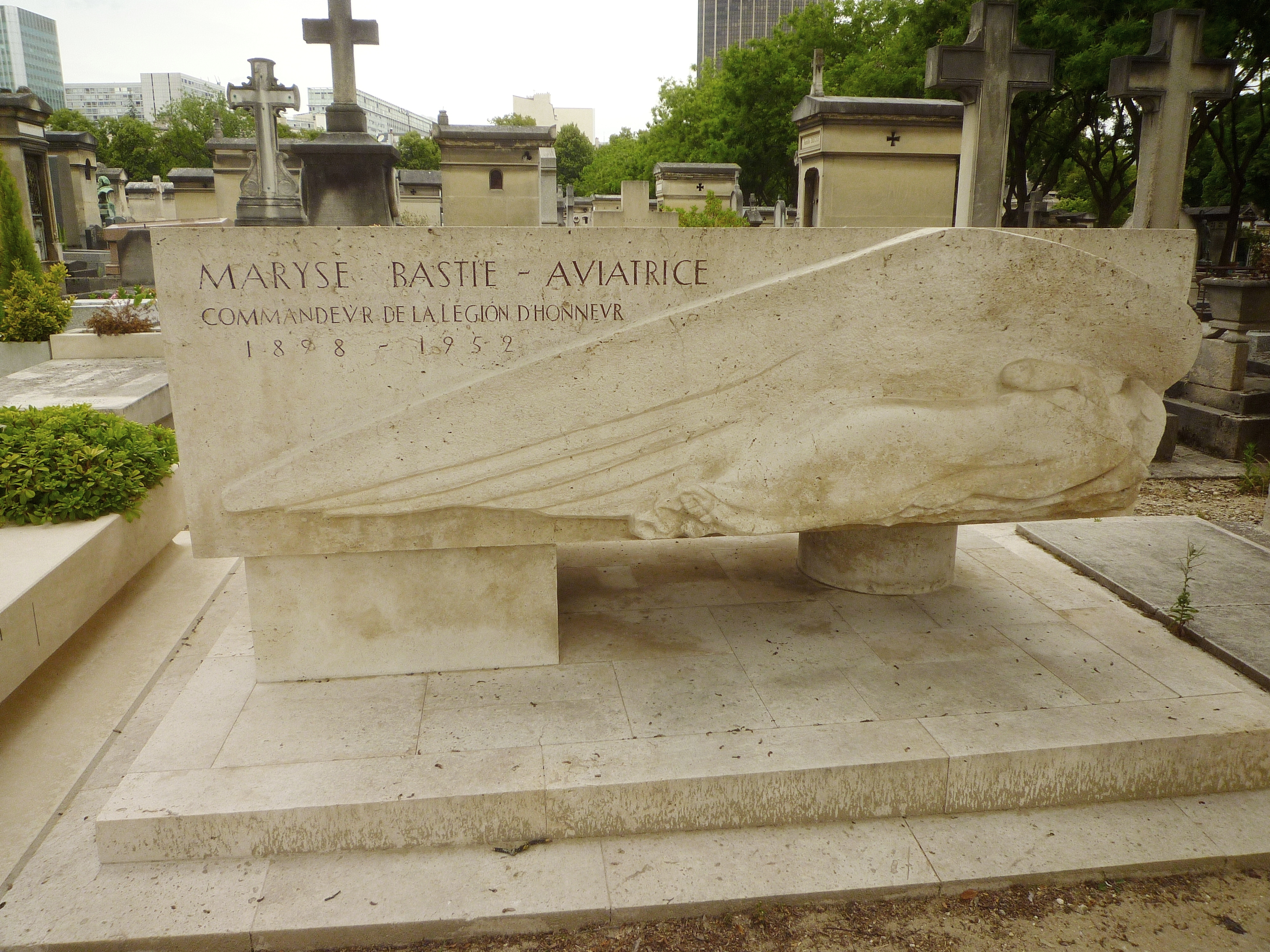
Могила Маріс Басті на кладовищі Монпарнас у Парижі.

Похована Мерізе Басті в Парижі, на кладовищі Монпарнас. Вона була капітаном ВПС і мала в загальній складності 3000 годин польоту.
Під головуванням авіатора Жакліна Оріоль після її смерті створена асоціація друзів Маріз Бастьє.

## Рекорди
- 1928 рік — перший рекорд дистанції польоту жінок (1058 км).
- 1929 — міжнародний рекорд польоту жінок (26 год. 44 хв.)
- У 1930 — побила міжнародний рекорд довжини жіночого польоту за 37 годин 55 хвилин.
- У 1931 — здобула міжнародний рекорд серед жінок — 2976 км
- У 1936 — здійснила переліт жінок через Південну Атлантику за 12 годин 5 хвилин.

## Відзнаки

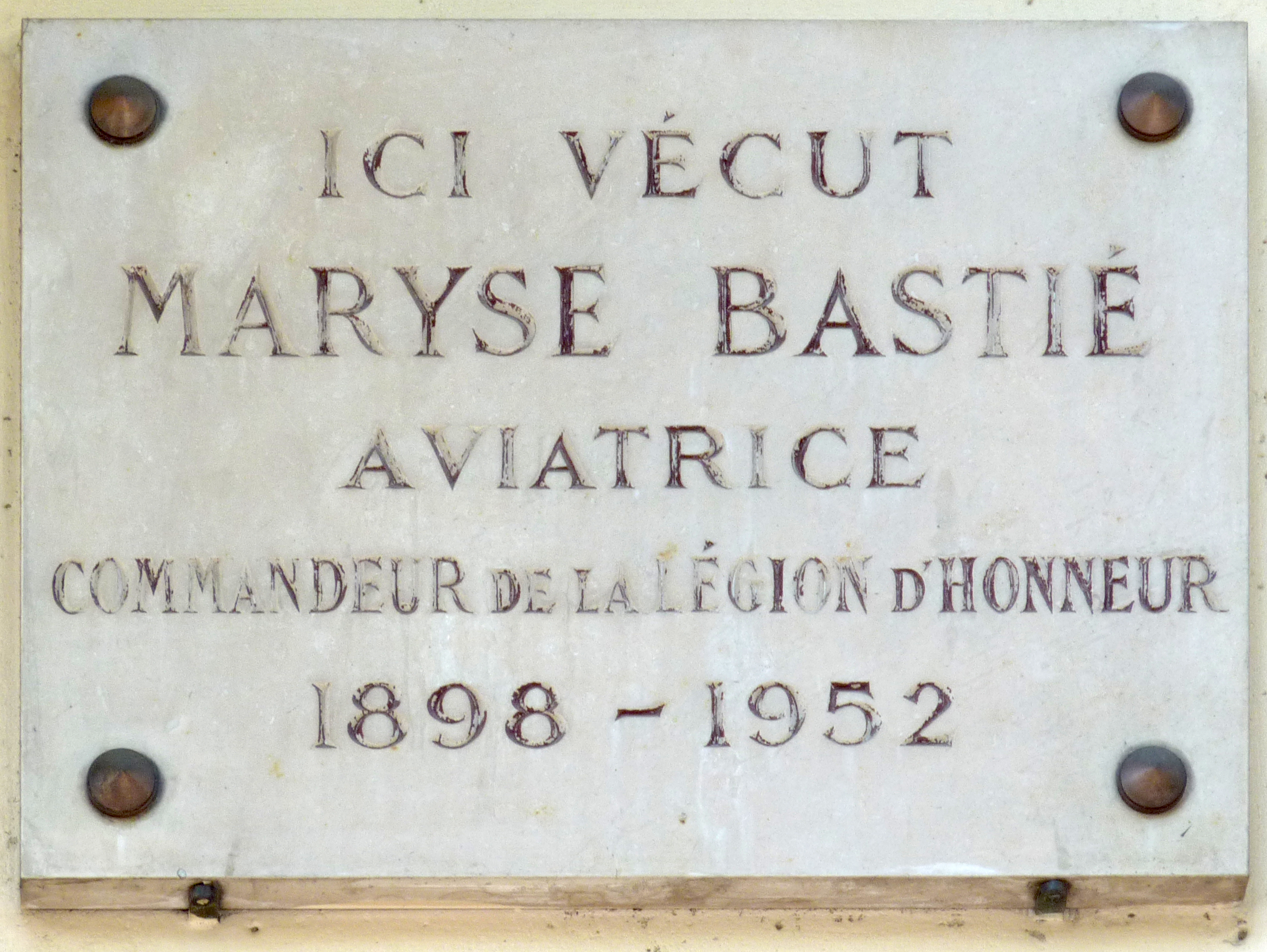
Дошка на згадку про Маріз Бастьє, прикріплена до будинку, де вона мешкала (23, вулиця Фройдево, Париж 14

- Офіцер Почесного легіону у військовій якості
- Орден Нації
- Орден Червоної Зірки (СРСР, 1931))
- Кавалер Національного ордену Південного Хреста (Бразилія, 1937)
- Велика золота медаль Товариства заохочення прогресу (1937)
- Дошка Вермеля від Аероклубу Франції (1937)
- Орден Румунської зірки (1937)
- Золота медаль за фізичне виховання та спорт (1937)
- кавалер ордена національної освіти (Орден академічних пальм, 1937)
- Орден за заслуги Чилі (1938)
- Авіаційний хрест (Перу, 1938 р.)
- Орден Симона Болівара (Венесуела, 1938)
- Хрест Святого Олафа (Норвегія, 1940)
- Командор Почесного легіону (1947, лицар 1931)
- Круа-де-Герре 1939—1945 з пальмою
- Медаль французького опору
- Медаль з аеронавтики
- Королівський орденКамбоджі

## Пам'ять

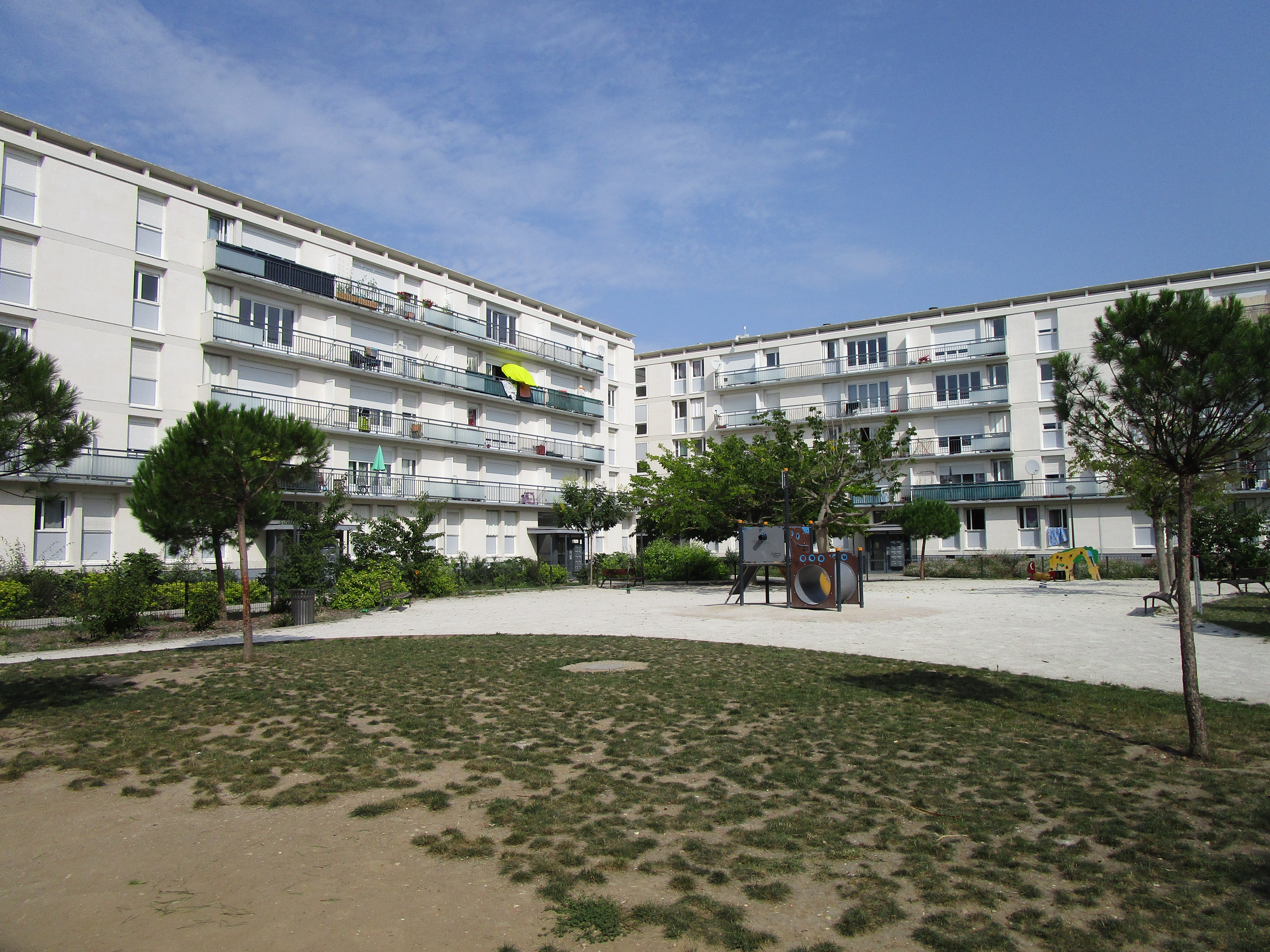
Місто Марісе-Басті в районі Тура Жиро.

- Її ім'я отримали кілька шкіл, багато вулиць і проспектів, три трамвайні станції у Франції — рекорд для жіночої особистості.
- Випущено поштову марку з її зображенням[16] .
- У 2013 році місто Бурж урочисто відкрило шкільний комплекс Маріз-Бастьє .
- Великий соціальний житловий комплекс називається Меріз-Бастьє в районі Гіродо Тура[17] .
- На її честь також названий Реймський коледж.
- Повітряні сили вшановують її щороку в річницю смерті під час військової церемонії[18] .

## Публікація
- Розкриті крила, Фаскаль Редактори, Париж, 1937, 180 с., пл. ht